# 左沢線

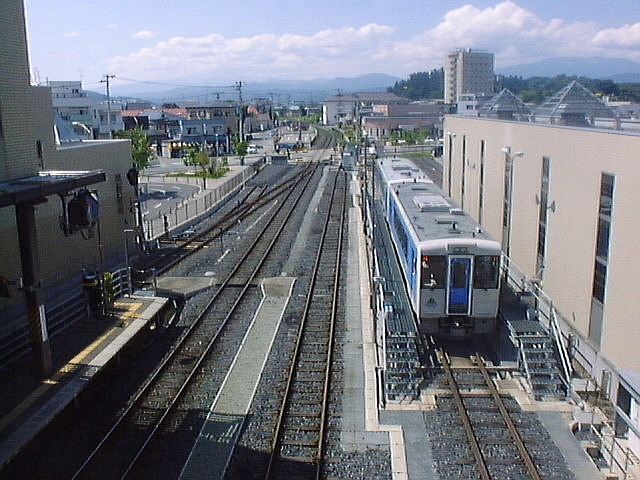
寒河江駅より左沢方を望む。
留置線の車両はキハ101形

左沢線（あてらざわせん）は、山形県山形市の北山形駅から同県西村山郡大江町の左沢駅を結ぶ、東日本旅客鉄道（JR東日本）の鉄道路線（地方交通線）である。JR東日本公式には「フルーツライン」の愛称が付けられており、市販の時刻表などでは「フルーツライン左沢線」と記載されている。また地元の住民には「ざわ線」「ザワ線」とも呼ばれている。
運行系統としては、奥羽本線の山形駅 - 北山形駅間も含む。奥羽本線に乗り入れる同区間では、軌間の異なる山形新幹線／山形線（軌間1,435mm）とは別の独立した単線を有する（運行系統上の仙山線と共用）。1987年（昭和62年）3月までの国鉄時代は、線路名称上も山形駅を起点とし、山形駅 - 北山形駅間は奥羽本線にも属する重複区間であった。これは、現在分岐駅となっている北山形駅に、1921年（大正10年）の当線開業当初奥羽本線側に停車場設備がなく、1927年（昭和2年）になって奥羽本線側にも停車場設備が設けられたために生じた。国鉄分割民営化時の「基本計画」において、各地の重複区間を解消する方針から、当線の起点も北山形駅に改められた。

## 路線データ
- 管轄（事業種別）：東日本旅客鉄道（第一種鉄道事業者）
- 路線距離（営業キロ）：24.3 km
- 軌間：1067mm
- 駅数：11（起終点駅含む）
  - 左沢線所属駅に限定する場合、奥羽本線所属[8]の北山形駅が除外され、10駅となる。
- 複線区間：なし（全線単線）
- 電化区間：なし（全線非電化）
- 閉塞方式：特殊自動閉塞式（軌道回路検知式）
- 保安装置：ATS-SN[9]
- 最高速度：85km/h
- 運転指令所：仙台総合指令室（CTC）
- 大都市近郊区間：全線（仙台近郊区間）
- IC乗車カード対応区間：北山形駅 - 寒河江駅間（Suica仙台エリア）

全線が東北本部の管轄で、同支社の下に1990年に設置された左沢線統括センター（旧左沢線営業所）が運営している（工事部署を除く）。

## 歴史
1921年（大正10年）に軽便鉄道法を準用し左沢軽便線（あてらざわけいべんせん）として山形 - 羽前長崎間が開業し、1922年（大正11年）に左沢までの全線が開通した。
改正鉄道敷設法では、左沢から長井線（現在の山形鉄道フラワー長井線）の荒砥を結ぶ延長線（左荒線・さこうせん）（同法別表第25号）及び奥羽本線の楯岡（現在の村山）と寒河江を結ぶ分岐線（寒楯線・かんだてせん）（同法別表第24号）が計画されたが、いずれも実現しなかった。
また、羽前高松からは山形交通三山線（三山電気鉄道）が分岐していたが、1974年（昭和49年）に廃止されている。
- 1921年（大正10年）
  - 7月20日 山形 - 羽前長崎間 (12.9km) が左沢軽便線として開業、北山形・羽前山辺・羽前長崎の各駅を新設[11]。
  - 12月11日 羽前長崎 - 寒河江間 (4.4km) を延伸開業、寒河江駅を新設[12]。
- 1922年（大正11年）
  - 4月23日 寒河江 - 左沢間 (8.9km) を延伸開業し全通、羽前高松・左沢の各駅を新設[13]。
  - 9月2日 山形 - 左沢間を左沢線と改称[14]。
- 1927年（昭和2年）9月11日 北山形駅に奥羽本線の列車停車開始（この日から山形 - 北山形間の重複が発生）[15]。
- 1951年（昭和26年）12月25日 東金井・羽前金沢・南寒河江・西寒河江・柴橋の各駅を新設[16]。気動車投入を機会としたフリークエントサービス目的で、既存駅の中間に新駅を追加、駅数が倍増した。
- 1958年（昭和33年）4月1日：混合列車1往復を除いて全て気動車に置き換え[17]。
- 1982年（昭和57年）
  - 3月2日 CTC試使用開始、北山形駅にCTCセンター設置[18]。
  - 3月8日 CTC本使用開始。快速列車運行開始[19]。
  - 11月5日 山形 - 左沢間（全線）の貨物営業を廃止[20]。全列車が旅客列車となる。
- 1987年（昭和62年）4月1日 国鉄分割民営化に伴い東日本旅客鉄道が承継、基本計画上の区間を北山形 - 左沢間に変更。
- 1990年（平成2年）3月10日 全線でワンマン運転開始[21]。左沢線営業所が発足[4][10]。
- 1998年（平成10年）7月2日 線路名称上の区間を北山形 - 左沢間 (24.3km) に変更。
- 2001年（平成13年）7月2日 寒河江駅移転工事に伴い、羽前長崎 - 左沢で運休及びバス代行運転[22]（2002年2月15日まで[23]）。
- 2002年（平成14年）2月16日 寒河江駅を北山形側に0.1km移転、寒河江駅CTCセンター運用開始。羽前長崎駅の交換施設を撤去。
- 2004年（平成16年）　　　
  - 3月13日 山形駅の発着ホームを統一。
  - 4月4日 東金井 - 羽前山辺間の須川鉄橋架け替え[24]。
- 2008年（平成20年） 明治期の貴重な全錬鉄製ワーレントラス橋であることが評価され最上川橋梁が土木学会選奨土木遺産に選定される[25]。
- 2011年（平成23年）
  - 3月11日 東北地方太平洋沖地震発生により全線で不通。
  - 3月28日 本数を減らして運転再開。
  - 4月7日 東北地方太平洋沖地震の余震発生により全線で再び不通。
  - 4月9日 運転再開。
- 2014年（平成26年）4月1日：全線が新設の仙台近郊区間となる。
- 2022年（令和4年）
  - 4月23日：全線開通100周年を迎える[26]。
  - 11月12日：指令業務を仙台総合指令室に移管。
- 2024年（令和6年）3月16日：北山形-寒河江間でICカードSuicaサービス開始[27]。
- 2026年（令和8年）7月1日（予定）：支社制から事業本部制への再編に伴い、全線の管轄がこれまでの東北本部から山形事業本部に変更される[28]。

## 運行形態
専用の塗装が施されたキハ101形気動車により運転されている。編成は2両単位で使用され、最長6両になる。左沢駅発着列車の一部は、寒河江駅で連結・切り離し作業が行われる。一部の列車はワンマン運転を行っている。起点の北山形駅からは全列車が奥羽本線山形駅まで乗り入れており、山形駅 - 左沢駅間を通しで運転する列車のほか、山形駅 - 寒河江駅間、寒河江駅 - 左沢駅間の区間列車も設定されている。山形駅 - 寒河江駅間は1時間に1本程度、寒河江駅 - 左沢駅間は3時間以上運行されない時間帯がある。山形方面と接続しない寒河江駅 - 左沢駅間の区間列車は、朝の下りと夜の上りに各1本運行されている。山形への通勤・通学利用が主であるため、逆方向となる山形発の列車は平日・土休日とも始発が山形7時2分発であり、都市近郊路線としてはかなり遅い時間である。
毎年6月頃の観光シーズンにはトロッコ列車「さくらんぼ風っこ号」や蒸気機関車「SLさくらんぼ号」などの臨時快速列車が運行される。
過去には定期列車として快速列車が運行されていた。1960年代から1970年代には朝夕に1往復、客車によって運転され、1982年11月改正時点で上りは客車と気動車でそれぞれ1本、1985年3月改正時点では全列車普通列車になり、その後1991年頃に気動車で下りに1本新設、ピーク時の1995年頃には1日下り3本・上り2本が設定されていた。途中の停車駅は、北山形駅・羽前山辺駅・羽前長崎駅・寒河江駅・羽前高松駅であった。1998年には1日1往復まで減便され、1999年に廃止されて以降は設定されていない。

## 使用車両
- キハ101形気動車 - 山形新幹線車両センター所属

### 過去の使用車両
- キハ40系気動車 （専用塗装が施されていた。）
- キハ58系気動車
- キハ22形気動車
- キハ10系気動車
- C11形蒸気機関車

## 駅一覧
便宜上、北山形駅側の全列車が乗り入れる奥羽本線山形駅 - 北山形駅間を含めた、「フルーツライン」の愛称区間である山形駅 - 左沢駅間について記載。山形駅 - 北山形駅間については、仙山線と共用している狭軌線についてのみ述べる。
- 区分：直…直営駅、委…業務委託駅、簡…簡易委託駅、空欄…終日無人駅
  - 終日無人駅を除き、JR東日本による乗車人員集計対象駅[38]
- 累計営業キロは北山形駅起算。
- 全列車普通列車（すべての駅に停車）
- 線路 … ◇・∨：列車交換可、｜：列車交換不可
  - 左沢線内は全線単線であり、奥羽本線区間でも当路線・仙山線用の狭軌は単線。
- 全駅山形県内に所在。

| 正式路線名 | 駅名     | 区分 | 営業キロ | 営業キロ | 接続路線                                                   | 線路            | 所在地          | 所在地 |
| 正式路線名 | 駅名     | 区分 | 駅間     | 累計     | 接続路線                                                   | 線路            | 所在地          | 所在地 |
| ---------- | -------- | ---- | -------- | -------- | ---------------------------------------------------------- | --------------- | --------------- | ------ |
| 奥羽本線   | 山形駅   | 直   | -        | 1.9      | 東日本旅客鉄道：■ 山形新幹線・■奥羽本線（山形線 米沢方面） | ∨               | 山形市          | 山形市 |
| 奥羽本線   | 北山形駅 | 委   | 1.9      | 0.0      | 東日本旅客鉄道：■奥羽本線（山形線 新庄方面）・■仙山線      | ◇               | 山形市          | 山形市 |
| 左沢線     | 北山形駅 | 委   | 1.9      | 0.0      | 東日本旅客鉄道：■奥羽本線（山形線 新庄方面）・■仙山線      | ◇               | 山形市          | 山形市 |
| 東金井駅   |          | 3.1  | 3.1      |          | ｜                                                         |                 | 山形市          | 山形市 |
| 羽前山辺駅 |          | 3.4  | 6.5      |          | ◇                                                          | 東村山郡        | 山辺町          |        |
| 羽前金沢駅 |          | 3.0  | 9.5      |          | ｜                                                         | 東村山郡        | 中山町          |        |
| 羽前長崎駅 | 簡       | 1.5  | 11.0     |          | ｜                                                         | 東村山郡        | 中山町          |        |
| 南寒河江駅 |          | 2.5  | 13.5     |          | ｜                                                         | 寒河江市        | 寒河江市        |        |
| 寒河江駅   | 直       | 1.8  | 15.3     |          | ◇                                                          | 寒河江市        | 寒河江市        |        |
| 西寒河江駅 |          | 1.1  | 16.4     |          | ｜                                                         | 寒河江市        | 寒河江市        |        |
| 羽前高松駅 |          | 2.9  | 19.3     |          | ｜                                                         | 寒河江市        | 寒河江市        |        |
| 柴橋駅     |          | 3.0  | 22.3     |          | ｜                                                         | 寒河江市        | 寒河江市        |        |
| 左沢駅     | 簡       | 2.0  | 24.3     |          | ｜                                                         | 西村山郡 大江町 | 西村山郡 大江町 |        |

1. ↑  仙山線の正式な終点は奥羽本線羽前千歳駅だが、運転系統上は山形駅へ乗り入れる。
2. ↑  2002年2月までは列車交換が可能だった。
3. ↑  旅客ホームは1面1線のみであるが、構内に留置線が1本あり、それを用いた列車交換は可能。

### 過去の接続路線
- 羽前高松駅：山形交通三山線 - 1974年11月18日廃止。

## 利用状況

### 平均通過人員
各年度の平均通過人員（人/日）は以下のとおりである。1987年度（昭和62年度）以降の5年毎の統計では、全線（北山形 - 左沢）・区間問わず、平均通過人員は1997年度（平成9年度）をピークとして減少している。
| 年度                   | 平均通過人員（人/日） | 平均通過人員（人/日） | 平均通過人員（人/日） | 出典   |
| 年度                   | 全線                  | 北山形 - 寒河江       | 寒河江 - 左沢         | 出典   |
| ---------------------- | --------------------- | --------------------- | --------------------- | ------ |
| 1987年度（昭和62年度） | 4,195                 | 5,689                 | 1,356                 | [ 39 ] |
| 1992年度（平成04年度） | 3,659                 | 5,105                 | 1,155                 | [ 39 ] |
| 1997年度（平成09年度） | 4,141                 | 5,806                 | 1,261                 | [ 39 ] |
| 2002年度（平成14年度） | 3,854                 | 5,387                 | 1,247                 | [ 39 ] |
| 2007年度（平成19年度） | 3,706                 | 5,203                 | 1,160                 | [ 39 ] |
| 2008年度（平成20年度） | 3,756                 |                       |                       | [ 40 ] |
| 2009年度（平成21年度） | 3,724                 |                       |                       | [ 40 ] |
| 2010年度（平成22年度） | 3,618                 |                       |                       | [ 40 ] |
| 2011年度（平成23年度） | 3,566                 | 5,025                 | 1,066                 | [ 41 ] |
| 2012年度（平成24年度） | 3,591                 | 5,081                 | 1,058                 | [ 41 ] |
| 2013年度（平成25年度） | 3,681                 | 5,237                 | 1,035                 | [ 41 ] |
| 2014年度（平成26年度） | 3,327                 | 4,732                 | 940                   | [ 41 ] |
| 2015年度（平成27年度） | 3,394                 | 4,847                 | 925                   | [ 41 ] |
| 2016年度（平成28年度） | 3,384                 | 4,839                 | 910                   | [ 42 ] |
| 2017年度（平成29年度） | 3,358                 | 4,804                 | 901                   | [ 42 ] |
| 2018年度（平成30年度） | 3,342                 | 4,773                 | 910                   | [ 42 ] |
| 2019年度（令和元年度） | 3,282                 | 4,697                 | 875                   | [ 43 ] |
| 2020年度（令和02年度） | 2,791                 | 3,997                 | 742                   | [ 43 ] |
| 2021年度（令和03年度） | 2,827                 | 4.042                 | 761                   | [ 43 ] |
| 2022年度（令和04年度） | 2,946                 | 4,214                 | 791                   | [ 43 ] |
| 2023年度（令和05年度） | 3,013                 | 4,325                 | 782                   | [ 44 ] |

### 収支・営業係数
平均通過人員が2,000人/日未満の線区（寒河江駅 - 左沢駅間）の収支（営業収益、営業費用、営業損益）、営業係数、収支率は以下のとおりである。▲はマイナス（赤字）を意味する。
なお、2019 - 2022年度（令和元 - 4年度）は2019年度（令和元年度）の平均通過人員が2,000人/日未満の線区が開示対象となっていたが、2023年度（令和5年度）は同年度の平均通過人員が2,000人/日未満の線区が開示対象となっている。
| 年度                   | 収支（百万円） | 収支（百万円） | 収支（百万円） | 営業 係数 （円） | 収支率 | 出典   |
| 年度                   | 運輸 収入      | 営業 費用      | 計             | 営業 係数 （円） | 収支率 | 出典   |
| ---------------------- | -------------- | -------------- | -------------- | ---------------- | ------ | ------ |
| 2019年度（令和元年度） | 23             | 312            | ▲289           | 1,347            | 7.4%   | [ 45 ] |
| 2020年度（令和02年度） | 17             | 344            | ▲327           | 1,999            | 5.0%   | [ 45 ] |
| 2021年度（令和03年度） | 18             | 278            | ▲259           | 1,537            | 6.5%   | [ 46 ] |
| 2022年度（令和04年度） | 19             | 337            | ▲317           | 1,721            | 5.8%   | [ 47 ] |
| 2023年度（令和05年度） | 20             | 421            | ▲401           | 2,087            | 4.8%   | [ 48 ] |